# Aderus ptinomorphus
Aderus ptinomorphus é uma espécie de inseto besouro da família Aderidae. Foi descrita cientificamente por Maurice Pic em 1927.

## Distribuição geográfica
Habita nas Maurícias.